# Hugo Paul Schreiber-Uhlenbusch
Hugo Paul Schreiber-Uhlenbusch (Pseudonym Hugo Paul Uhlenbusch) (* 27. August 1905 in Gelsenkirchen; † 22. September 1978 in Herrsching am Ammersee) war ein deutscher Schriftsteller.

## Leben
Als Sohn eines Kaufmanns geboren, studierte Schreiber-Uhlenbusch nach dem Besuch des Realgymnasiums in Bad Godesberg und Kleve Landwirtschaft in Hohenheim und Wien. Während seines Studiums wurde er Mitglied der Wehrschaft Franko-Suevia Hohenheim und der Wehrschaft der Aldanen Wien (heute Akademische Burschenschaft Aldania Wien). Nach seinem Studium war er von 1928 bis 1933 Landwirt in der Steiermark und betrieb die Katschbachfarm in St. Peter am Kammersberg als Pelztierfarm.
Dann wurde er freier Schriftsteller. 1932 wurde er Mitglied der NSDAP (Mitgliedsnummer 1.082.361), und Mitglied der österreichischen SA. 1933 wurde er Mitglied im Reichsverband Deutscher Schriftsteller und später der Reichsschrifttumskammer. Am Zweiten Weltkrieg nahm er als Marinesoldat teil. Nach dem Ende des Krieges wurden in der sowjetischen Besatzungszone einige seiner Bücher auf die Liste der auszusondernden Literatur gesetzt.

## Veröffentlichungen (Auswahl)
- Heimat, Volk, Vaterland. Gedichte. Wien 1929.
- Gustav Vasa. Roman von Niedergang und Erhebung eines Volkes. München 1935.
- Die Gekreuzigten. Stuttgart 1937.
- Der Mann im Mantel.  1937, 4. Auflage 1943.
- Das Herz auf der Waage. Strassburg 1941.
- Das Leben auf gut Glück. Wien 1949.